# أنتل أرينا
أنتل أرينا (بالإنجليزية: Antel Arena) هي ساحة داخلية متعددة الأغراض تقع في حي فيلا إسبانيولا، مونتيفيديو، أوروغواي.